# Cortodera transcaspica
Cortodera transcaspica là một loài bọ cánh cứng trong họ Cerambycidae.